# FC Saint Éloi Lupopo
FC Saint Éloi Lupopo is een Congolese voetbalclub uit de stad Lubumbashi.

## Erelijst
- Landskampioen

1958, 1968, 1981, 1986, 1990, 2002
- Beker van Congo-Kinshasa

Winnaar: 1968

## Bekende (oud-)trainers
- Dick de Boer